# Otto Reschke
Otto Reschke (* 9. September 1941 in Gladbeck) ist ein deutscher Politiker (SPD).

## Leben
1956 begann Reschke als Berglehrling. Er wurde später Knappe, Hauer und Schießmeister und schließlich Grubensteiger. Nach einer Umschulung wurde er 1966 Ingenieur beim Landschaftsverband Rheinland. 1967 trat er in die SPD ein, bei der er von 1970 bis 1980 Geschäftsführer des Unterbezirks Essen war.

## Abgeordneter
Von 1969 bis 1973 war Reschke im Kreistag von Düsseldorf-Mettmann vertreten. Von 1975 bis 1980 saß er im Essener Stadtrat. Von 1980 bis 1998 war Reschke Abgeordneter im Deutschen Bundestag. Er vertrat dabei den Bundestagswahlkreis Essen I als direkt gewählter Abgeordneter. 
Otto Reschke gilt als Förderer der SPD-Abgeordneten Petra Hinz.